# Euphorbia somboriensis
Euphorbia somboriensis là một loài thực vật có hoa trong họ Đại kích. Loài này được Prodán mô tả khoa học đầu tiên năm 1930.